# Ion Vințe
Ion Vințe (numele real fiind János Vincze) (n. 1 septembrie 1910 la Lipova, județul Arad - d. 1996, București) a fost un demnitar comunist român, de origine maghiară, membru de partid PCR din 1931, deputat în Marea Adunare Națională în sesiunea 1952 -1957.
A fost membru PCR din ilegalitate. În 1942, Ion Vințe a fost condamnat la muncă silnică pe viață pentru activitatea sa în Partidul Comunist Român. În 1945, Ion Vințe devine acuzator public pe lângă Tribunalul Poporului iar apoi a fost numit ministru plenipotențiar în Ungaria (1947). Ulterior, Ion Vințe devine membru al CC al PCR (1948-1960), ministru al Silviculturii (1948-1949) și al Industriei Alimentare (1949-1950), adjunct al ministrului Afacerilor Interne și comandant al trupelor de Securitate, cu gradul de general-maior (1952), vicepreședinte al Comisiei Controlului de Partid (1960-1969).
A fost căsătorit cu Constanța Crăciun.

## Distincții
- Medalia „A cincea aniversare a Republicii Populare Române” (24 decembrie 1952) „pentru lupta și munca duse în vederea făuririi, consolidării și prosperării Republicii Populare Române”[2]
- Ordinul „23 August” clasa a II-a (12 august 1959) „pentru merite deosebite în opera de construire a socialismului”[3]
- Medalia „40 de ani de la înființarea Partidului Comunist din Romînia” (6 mai 1961) „pentru activitate îndelungată în mișcarea muncitorească și merite în opera de construire a socialismului”[4]
- Ordinul Muncii clasa I (18 august 1964) „pentru merite deosebite în opera de construire a socialismului, cu prilejul celei de a XX-a aniversări a eliberării patriei”[5]
- Ordinul „Tudor Vladimirescu” clasa a II-a (30 aprilie 1966) „cu prilejul celei de-a 45-a aniversări de la înființarea Partidului Comunist din România, pentru îndelungată activitate în mișcarea muncitorească și merite deosebite în opera de construire a socialismului”[6]
- Ordinul „Steaua Republicii Socialiste România” clasa I (4 mai 1971) „cu prilejul aniversării a 50 de ani de la constituirea Partidului Comunist Român, [...] pentru activitate îndelungată în mișcarea muncitorească și merite deosebite în opera de construire a socialismului”[7]
- Ordinul „Tudor Vladimirescu” clasa I (7 mai 1981) „pentru rezultatele obținute în îndeplinirea cincinalului 1976–1980, pentru contribuția deosebită adusă la înfăptuirea politicii Partidului Comunist Român de făurire a societății socialiste multilateral dezvoltate în patria noastră, cu prilejul aniversării a 60 de ani de la făurirea Partidului Comunist Român”[8]